# Ommata anoguttata
Ommata anoguttata är en skalbaggsart som beskrevs av Bates 1873. Ommata anoguttata ingår i släktet Ommata och familjen långhorningar. Inga underarter finns listade i Catalogue of Life.